# ترل بل
ترل هوارد بل (Terrel Howard Bell) (زادهٔ ۱۱ نوامبر ۱۹۲۱ – درگذشتهٔ ۲۲ ژوئن ۱۹۹۶)، وزیر آموزش در کابینه رئیس‌جمهور رونالد ریگان بود. پس از شیرلی هوفستدلر، وی دومین وزیر آموزش ایالات متحده بود.

## اوایل زندگی و حرفه
بل در ۱۱ نوامبر، ۱۹۲۱ در لاوا هات اسپرینگر، آیداهوا بدنیا آمد و زمانی که هشت سال داشت پدرش فوت کرد. بل در ۱۹۴۰ میلادی از دبیرستان لاوا هات اسپرینگز و در ۱۹۴۶ میلادی از دارالمعلمین ایالتی آلبیون فارغ‌التحصیل شد. پس از اتمام دارالمعلمین، وی به عنوان سرپرست چندین مدرسه در آیداهوا و وایومینگ خدمت کرد.
بل بیشتر دوره حرفه‌ای خود را در یوتا گذراند. وی در جریان جنگ جهانی دوم به عنوان گروهبان در سپاه تفنگداران دریایی ایالات متحده خدمت نموده و دوباره به آیداهوا بازگشت تا تحصیلات خود را ادامه دهد. پس از کسب مدرک BA در شهر آلبیون در ۱۹۴۶ میلادی، بل به عنوان معلم دبیرستان و راننده اتوبوس به کار آغاز کرد.
وی مدرک فوق لیسانس خود در رشته MA را در ۱۹۵۴ میلادی از دانشگاه آیداهو واقع در مسکو و مدرک دکترای تخصصی خود در رشته آموزش را در ۱۹۶۱ میلادی از دانشگاه یوتا واقع در سالت لیک سیتی کسب کرد. از ۱۹۵۸ تا ۱۹۶۲ میلادی، بل همچنین به عنوان عضو کمیسیون آموزش یوتا و سرپرست مدرسه شهرستان ویبر در یوتا خدمت کرد.

## رئیس کمیسیون ملی آموزش
بل از ۱۹۷۴ تا ۱۹۷۶ میلادی تحت اداره دو رئیس‌جمهور ریچارد نیکسون و جرالد فورد به عنوان رئیس کمیسیون ملی آموزش (قبل از اینکه کمیسیون ملی آموزش به وزارتخانه تغییر داده شود) خدمت کرد.

## وزیر آموزش ایالات متحده
بل در ۱۹۸۱ میلادی در کابینه ریگان گماشته شد و از وی انتظار می‌رفت تا از روند جداسازی وزارت آموزش نظارت نماید، اما وی با برخی موانع حقوقی روبرو شد، چون این چنین تقسیم یک وزارت‌خانه مستلزم موارد قانونی بود. در حلقه‌های آموزش وی یک فرد شناخته‌شده بوده و مورد تحسین و احترام قرار می‌گرفت، چون از سمت معلم مدرسه به استاد کالج و در نهایت به سمت‌های بلند حکومتی رسیده بود. بل در میان کابینه‌ای پر از افراد پولدار به عنوان یک فرد فروتن خود را حفظ کرد – هنگام اسباب‌کشی از یوتا به واشینگتن، او خود یک کامیون یو-هاول را رانندگی کرد، چون افرادی که در سمت‌های سیاسی گماشته شده بودند هزینه اسباب کشی دریافت نمی‌کردند.
در ۱۹۸۱ میلادی، وی ریگان را متقاعد نمود تا کمیسیونی را برای مطالعه برتری در آموزش بگمارد. گزارش ۱۹۸۳ کمیسیون ملی برتری در آموزش، تحت عنوان ملتی در خطر، با نتیجه‌گیری‌های که ارایه نموده بود موجب آغاز اصلاحات نظام آموزشی گردید؛ این نتیجه‌گیری همچنین ادعا نمود که ملت توسط «یک موج روزافزون میانه‌گرایی» تهدید می‌شد.

## استعفا و اواخر زندگی
هرچند اهمیت آموزش توسط این اصلاحات برجسته شده بود، اما ریگان همواره به سعی خود مبنی بر کاهش وجوه مالی وزارت آموزش ادامه داد. بل در دوره اول ریاست جمهوری ریگان در این سمت خدمت نموده و از ۳۱ دسامبر ۱۹۸۴ از سمت خود کناره‌گیری کرد. ویلیام بینیت جانشین بل شده و او با برگشت دوباره به سالت لیک سیتی به هیئت استادان دانشگاه یوتا ملحق شد. وی در ۱۹۸۸ میلادی خاطرات خود را تحت عنوان سیزدهمین مرد: خاطرات کابینه ریگان منتشر کرد.
بل در طول حرفه خود هفت کتاب دیگر نیز نوشت که شامل موضوعاتی چون بهبود رشد ذهنی کودک و اصلاحات فرایند آموزشی بود. آخرین کتاب وی که به‌طور مشترک با شریک تجاریش دکتر دونا المکویست در شرکت غیرانتفاعی وی بنام تی.اچ. بل و همکاران در ۱۹۹۳ میلادی در سالت لیک سیتی به نشر رسید، توصیه‌های برای بهبود نظام آموزشی ایالات متحده ارایه نمود.
«سه مورد در تدریس وجود دارد که باید روی آنها تأکید شود: نخستین مورد انگیزه است، دومین مورد انگیزه است و سومین مورد (همانگونه که شما حدس زدید) انگیزه است». ترل اچ. بل، وزیر آموزش ایالات متحده، ۱۹۸۱ – ۱۹۸۵ میلادی (بل، ۱۹۹۵ میلادی).
بل در ۱۹۸۷ میلادی به‌طور رسمی به سالن شهرت آیداهو معرفی گردید.

## زندگی شخصی
بل در ۱۹۵۷ میلادی با بیتی روث فیتزجرالد ازدواج نمود و آنها چهار داشتند: مارک اف. وارن تی. گلن ام. و پیتر اف.بل.

## مرگ
بل در ۱۹۹۶ زمانی که خواب بود بر اثر بیماری فیبروز ریه به عمر ۷۴ سالگی در خانه خود در سالت لیک سیتی درگذشت؛ او در گورستان لارکین سنسیت گاردینز در سندی، یوتا به خاک سپرده شده‌است.

## جایزه ترل اچ. بل
وزارت آموزش ایالات متحده جایزه‌ای را که به افتخار بل نامگذاری شده‌است، برای قدردانی از «رهبران نخبه مدارس و نقشی که آنها برای غلبه بر شرایط چالش‌برانگیز ایفا می‌کنند» اعطاء می‌کند. این جایزه در ۳ نوامبر ۲۰۰۹ به هشت مدیر مدرسه دولتی ایالات متحده اعطاء گردید. همزمان با اعطای جایزه، این وزارت یک اعلامیه مطبوعاتی را منتشر نمود که در آن گفته شده بود، «وزیر فقید ترل اچ. بل آموزش را از والاترین اولویت‌ها می‌دانست، اعتماد داشت که تمامی دانشجویان آنرا به عنوان کلید موفقیت شان خواهند یافت، همانگونه کلید موفقیت خود وی بود».